# Aviron toulousain
L'aviron toulousain (AT), est un club d'aviron français, situé à Toulouse sur l'île du Ramier et fondé en 1979. Il est affilié à la Fédération Française d'Aviron (FFA), ancienne fédération française des sociétés d'aviron, depuis sa création, et il dépend de la ligue d'aviron d'Occitanie. 
Avec un palmarès conséquent, il est l'un des clubs les plus titrés et les plus importants de France, et a accueilli plusieurs des plus grands champions d'aviron français, particulièrement parmi les catégories des jeunes et des masters. 

## Histoire
Le club né en 1979 sur l'île du Ramier, en plein centre-ville de Toulouse. Son bassin de rame est situé entre le Pont-Neuf et l'amont du barrage hydro-électrique de l'île du Ramier. Les infrastructures du club sont situées dans la maison de l'aviron, qui accueille également le pôle Espoirs et le pôle France d'aviron de Toulouse, masculins et féminins.
Le club propose différents accompagnements, allant du loisir à la compétition en passant par des séminaires d'entreprises mais aussi des activités scolaires. Le club accueille aussi des masters et des séniors, et a une section handisport adapté aux handicaps moteurs.

## Palmarès
Le club est un des plus titrés de France : 
- 53 titres nationaux
- 10 titres internationaux
- Un médaillé de bronze aux jeux olympiques de 2008 à Pékin[6], Julien Bahain[7].
- Une victoire à The Boat Race avec l'université d'Oxford face à l'université de Cambridge par Bastien Ripoll[8]
.